# Heidi Hautala

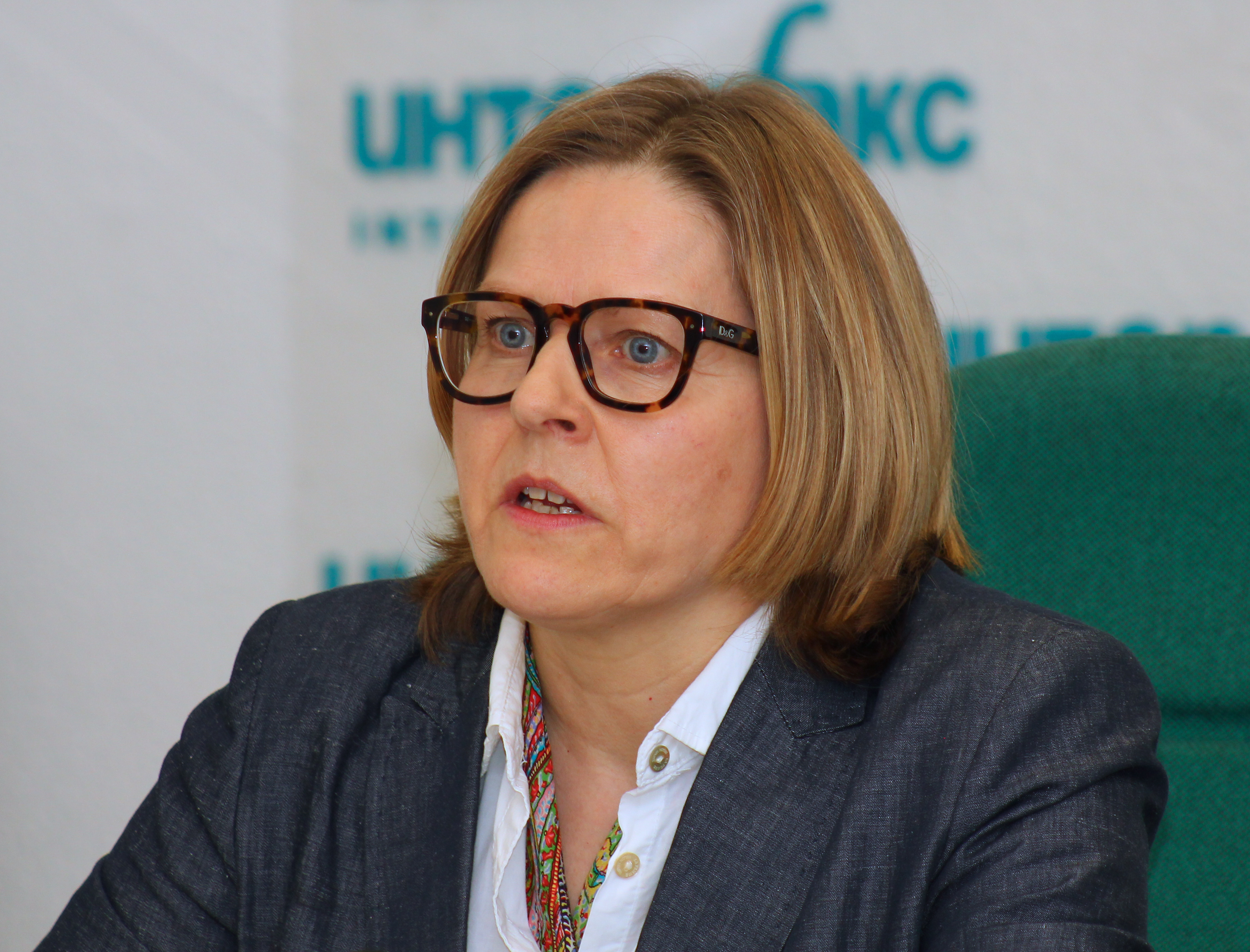
Heidi Hautala (2011)

Heidi Anneli Hautala (* 14. November 1955 in Oulu) ist eine finnische Politikerin des Grünen Bundes.
Von 1991 bis 1995 und von 2003 bis 2009 war sie Mitglied des finnischen Parlaments, von 2011 bis 2013 finnische Entwicklungshilfeministerin. Seit 2014 ist Hautala Abgeordnete des Europäischen Parlaments, dem sie bereits von 1995 bis 2003 und 2009 bis 2011 angehört hatte.

## Leben
Heidi Hautala wurde 1955 als Tochter von Yrjö Sakari Hautala und dessen Frau Vappu Margit Helena Grönqvist in Oulu geboren. 1974 gründete sie das vegetarische Restaurant Kasvis. Zudem arbeitete sie als freiberufliche Journalistin und schrieb Kolumnen in den Magazinen „Uuden Ajan Aura“ (1976–1982) und „Suomi“ (1982–1985). Von 1980 bis 1985 war sie als Lehrerin für vegetarisches Kochen tätig. 1988 beendete sie ihr Gartenbau-Studium an der Universität Helsinki und erhielt den Master-Abschluss für Land- und Forstwirtschaft.
Hautala ist nicht verheiratet. Sie hat einen erwachsenen Sohn.

## Politische Laufbahn
1985 wurde Heidi Hautala in den Stadtrat von Helsinki gewählt (bis 1994). 1987 übernahm sie für vier Jahre den Vorsitz ihrer Partei, des Grünen Bunds. Von 1991 bis 1995 war sie Mitglied des finnischen Parlaments. Nachdem Finnland 1995 der EU beitrat, wechselte sie ins Europäische Parlament, wo sie der Fraktion Die Grünen/Europäische Freie Allianz angehörte. In dieser Zeit war sie unter anderem Vorsitzende im Ausschuss für die Rechte der Frau und in der Delegation für die Beziehungen zu der Schweiz, Island und Norwegen. Von Juli 1999 bis Januar 2002 war sie zudem Vorsitzende ihrer Fraktion. 2003 wechselte sie zurück in das finnische Parlament, wo sie unter anderem Vorsitzende des Rechtsausschusses wurde. Ihren Sitz im Europäischen Parlament übernahm Satu Hassi.
2000 und 2006 kandidierte Hautala für die Grünen für das Amt des Präsidenten von Finnland, unterlag jedoch beide Male abgeschlagen gegen Tarja Halonen. Bei der Wahl 2000 wurde sie Fünfte und erhielt 3,3 % der Stimmen, bei der Wahl 2006 Vierte mit 3,5 % der Stimmen.
Nachdem die Grünen bei der Europawahl in Finnland 2009 einen zweiten Sitz erringen konnten, kehrte Hautala als zweite Grüne neben Hassi in das Europäische Parlament zurück. Hier wurde sie zur Vorsitzenden im Unterausschuss für Menschenrechte gewählt.
Nach der finnischen Parlamentswahl 2011 wurde Hautala von ihrer Partei als Ministerin für Entwicklungspolitik benannt. Hierfür musste sie ihr Mandat im Europäischen Parlament niederlegen; Nachrückerin wurde Tarja Cronberg. Das Ministeramt legte Hautala im Oktober 2013 aufgrund einer Verwicklung in einer Affäre um den Eisbrecher Nordica nieder. Hautala hatte sich für Greenpeace-Aktivisten eingesetzt, die gegen die mit dem Schiff geplanten Offshore-Bohrungen vor der Nordküste Alaskas demonstriert hatten. Ihr Nachfolger wurde Pekka Haavisto. Seit der Europawahl in Finnland 2014 ist Hautala erneut Mitglied des Europäischen Parlaments. Das Europäische Parlament wählte sie in seiner konstituierenden Sitzung zu einer der 14 Vizepräsidenten des Europäischen Parlaments. Heidi Hautala gehört zu den 89 Personen aus der Europäischen Union, gegen die Russland im Mai 2015 ein Einreiseverbot verhängt hat.
Bei der Europawahl 2019 wurde sie wiedergewählt, ihre Partei gewann insgesamt zwei Mandate. Wie zuvor schon, blieb sie Mitglied der Fraktion Die Grünen/EFA. Auch wählte das Europäische Parlament sie erneut zu einer der 14 Vizepräsidenten des Parlaments. Des Weiteren ist sie für ihre Fraktion Mitglied im Präsidium des Europäischen Parlaments, im Ausschuss für internationalen Handel sowie im Unterausschuss Menschenrechte. Sie ist stellvertretendes Mitglied im Rechtsausschuss.

## Werke
- mit Olli Rehn, Allan Rosas und Alexander Stubb: Minun Eurooppani, Tammi, Helsinki 2003, ISBN 9513123669.
- Venäjä-teesit. Vakaus vai vapaus? Tammi, Helsinki 2008, ISBN 978-951-31-4245-2.